# Rio Soan

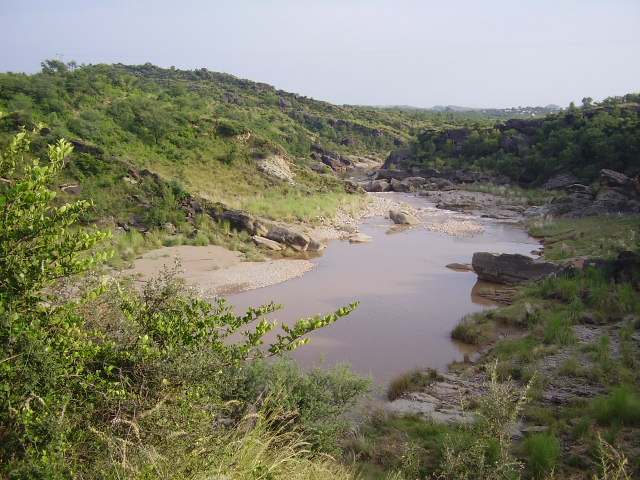
Rio Soan

Rio Soan (em panjabi:  سواں) é um rio localizado em Punjab, Paquistão. Este curso d'água pode ser o rio Sushoma do Rig Veda. De acordo coma importante escritura hindu Srimad Bhagavatam, o Sushoma é um dos muitos rios transcendentais que fluem para o norte da terra de Bharata (um dos nomes da Índia).